# Mitsuru Miura
Mitsuru Miura (三浦 みつる?, Miura Mitsuru; Yokohama, 25 novembre 1954) è un fumettista giapponese, conosciuto soprattutto per la serie manga Vino di zucca.

## Biografia
Iniziò la sua carriera nel 1972, mentre era studente alla Isogo Technical High School della prefettura di Kanagawa, vincendo il premio Young Jump del Weekly Shōnen Jump per Yonimo Fukōna Otoko no Hanashi, e ha lavorato come assistente presso la Tezuka Productions. Nel 1973, vinse la sesta menzione d'onore al Premio Tezuka per la sua serie The Wandering Box. Due anni dopo, nel 1975, ha vinto la nona menzione d'onore al Premio Tezuka per la sua serie I Don't Crazy.
Nel 1980, Miura scrive e disegna il manga a volume singolo Musashi to Eru (Musashi e L), pubblicato su Weekly Shōnen Magazine, che si evolse presto nella sua serie manga più popolare, The Kabocha Wine (Vino di zucca), pubblicata dal 1981 al 1984, contenente 18 tankōbon, e adattata in una serie anime di 95 episodi prodotta da Toei Animation e andata in onda dal 5 luglio 1982 al 25 agosto 1984. La sua infanzia fu fonte d'ispirazione per la serie. Il protagonista maschile, Shunsuke Aoba, è ispirato dallo stesso Miura, dicendo che era più basso della maggior parte dei bambini della sua classe ed era attratto dalle ragazze più alte a scuola. La protagonista femminile, Natsumi Asaoka, conosciuta come "Elle", è parzialmente ispirata dall'attrice e modella giapponese Yoshiko Miyazaki. Nel 1983, Miura vinse il 7° Kodansha Manga Award nella categoria shōnen per Vino di zucca.
Dal 2006 al 2009, Miura tornò a lavorare su Vino di zucca con The Kabocha Wine - Sequel e The Kabocha Wine - Another, quest'ultimo uscito nel 2007 sotto forma di film live action. Nel dicembre 2017 è tornato a lavorare sulla serie per l'ultima volta con Back To The Kabocha Wine. Con quest'opera annunciò il suo ritiro dall'attività di mangaka, durata più di 45 anni.
Attualmente si sta occupando di libri illustrati, e si è unito alla Japan Cartoonists Association.

## Riconoscimenti
- 1972 - Premio Young Jump per Yonimo Fukōna Otoko no Hanashi
- 1973 - Premio Tezuka (6° menzione d'onore) per The Wandering Box
- 1975 - Premio Tezuka (9° menzione d'onore) per I Don't Crazy
- 1983 - Kodansha Manga Award (categoria shōnen) per Vino di zucca